# 西ウクライナ人民共和国

西ウクライナ人民共和国
Західноукраїнська Народна Республіка

国歌: Ще не вмерла Україна（ウクライナ語）
ウクライナは滅びず

西ウクライナ人民共和国の位置

西ウクライナ人民共和国（にしウクライナじんみんきょうわこく、ウクライナ語: Західноукраїнська Народна Республіка, ЗУНР）は、オーストリア・ハンガリーの支配下にあったウクライナのハルィチナー地方で1918年11月に成立した独立国家である。略称はZUNR（キリル文字: ЗУНР）。教会や自由主義・社会主義の強い影響を受けたウクライナ国民民主同盟（UNDO）が指導的地位にあった。

## 歴史
20世紀初頭、ガリツィア地方の住民はウクライナ人が6割を占めていたが、彼らの大半は農村部に住んでおり、都市部は主にポーランド人やユダヤ人によって支配されていた。とりわけ後に本国の首都とされるリヴィウには多くのポーランド人が住んでおり、ポーランドにとって最も重要な都市の一つと見なされていた。それゆえ、西ウクライナ人民共和国が1918年11月1日に独立を宣言した時、ポーランドは直ちにガリツィアへ侵攻を開始した。西ウクライナは東部のウクライナ人民共和国と同盟する事を選び、更に1919年1月22日には両国の正式な統一が宣言された。しかしながら西部がポーランドから、東部がソビエト赤軍及び白軍からそれぞれ攻撃を受けていたため両国の軍事連携は上手くいかず、結局1919年7月17日、ポーランドのガリツィア地域占領によって西ウクライナ政府はウクライナ人民共和国への亡命を余儀なくされた。
カームヤネツィ＝ポジーリシクィイに亡命政府を設立した西ウクライナは当初、キエフのウクライナ人民共和国政府と共同して独立戦争に参加していた。だがロシアの潜在的同盟国としてポーランドを敵視した西ウクライナ政府に対し、キエフ政府はむしろポーランドを対ロシア戦争の潜在的同盟国と見なしていたため、両者の関係は徐々に悪化していった。キエフ政府がポーランドとの交渉を始めると、西ウクライナ政府は秘密裏にソ連軍と同盟を結ぼうとしたものの、条件が折り合わず失敗した。西ウクライナは今度はアントーン・デニーキン率いる白軍と接触し、ロシアにおけるウクライナの自治権保証と引き換えに軍事同盟を結ぶ事に成功した。デニーキンはこの同盟によって精強さで知られた西ウクライナ軍を味方に引き込み、キエフのウクライナ政府との戦争を有利に進められると考えた。一方キエフのウクライナ政府は当然ながら西ウクライナの決定に激しく抗議したが、西ウクライナ政府は白軍はやがて赤軍に圧倒されるのだから、今の内に白軍を取り込んでソビエト赤軍との戦争に備えるべきだと主張した。両政府は最早お互いの協力は不可能だと判断し、西ウクライナ政府はウィーンへ亡命した。
1920年4月、ポーランドとキエフのウクライナ政府はワルシャワ条約に調印し、ズブルチ川を正式に両国の国境とする事を決定した。これはすなわち東部ガリツィア地方がポーランドに組み込まれる事を意味し、同地に住むウクライナ人に強い失望を与えるものだった。西ウクライナ亡命政府はこの条約を認めず、第一次大戦の戦後処理を話し合ったパリ講和会議にこの問題を取り上げるよう求めた。新たに設立された国際連盟の理事会における長い議論の末、1923年3月14日には東部ガリツィアを「その特殊な民族事情に配慮して」ポーランドが領有する事が正式に国際社会で認められた。この決定の後、西ウクライナ政府は失意の内に解散した。